# FC Botoșani
Az FC Botoșani román labdarúgócsapat, melynek székhelye Botosánban található. Jelenleg a román labdarúgó-bajnokság első osztályában szerepel. Színei: vörös-fehér-kék.
Hazai mérkőzéseiket a 12000 fő befogadására alkalmas Municipal Stadionban játsszák.

## Történet
A város első csapata a Venus nevet viselte. A második világháború után több alkalommal is megváltoztatták a nevét (Flamura Roşie, Textila, Unirea) és leginkább regionális bajnokságokban illetve a harmadosztályban szerepeltek jelentősebb eredmények nélkül. 1973-ban a csapatot átnevezték CS Botoşani-ra, mely megnyerte a harmadosztályt az 1974–75-ös szezonban és egy évre történetük során a másodosztályban indulhattak. Ekkor csak egy év után kiestek, de az elkövetkező években többször is voltak a második vonal tagjai. Ez az egyesület 1993-ban megszűnt. 
Egy másik klub városából az Unirea Botoşani volt, mely 1998 és 2000. között szerepelt. Ezután egyesült a Poli Iaşi csapatával és Poli Unirea Iaşi név alatt a harmadosztályban kezdték el szereplésüket.
A FC Botoșani nevezetű klubot 2001-ben alapították és szintén a harmadosztályban indultak először. 2004-ben a harmad, míg 2012-ben a másodosztályt megnyerve kiharcolták az élvonalba kerülést.

## Sikerei
Liga II
- Bajnok (1): 2011–12

Liga III
- Bajnok (1): 2003–04

## Jelenlegi keret
2013. júliusi állapotoknak megfelelően.
| #  |     | Poszt | Név                |
| -- | --- | ----- | ------------------ |
| 1  | ROU | K     | Dragoș Petrache    |
| 2  | ROU | V     | Andrei Poverlovici |
| 4  | ROU | KP    | George Tăban       |
| 5  | ROU | V     | Casian Maghici     |
| 6  | ROU | V     | Răzvan Tincu       |
| 7  | ROU | KP    | Ionuț Matei        |
| 8  | ROU | KP    | Marius Croitoru    |
| 9  | ROU | CS    | George Cârjan      |
| 10 | ROU | KP    | Gabriel Vașvari    |
| 11 | ROU | CS    | Cătălin Vraciu     |
| 12 | ROU | K     | Vasile Curileac    |
| 13 | ROU | KP    | Sebastian Ghinga   |

| #  |     | Poszt | Név              |
| -- | --- | ----- | ---------------- |
| 14 | ROU | CS    | Marian Tănasă    |
| 17 | ROU | KP    | Claudiu Codoban  |
| 18 | ROU | CS    | Răzvan Radu      |
| 19 | ROU | V     | Andrei Patache   |
| 20 | ROU | V     | Florin Acsinte   |
| 21 | ROU | V     | Ionuț Ursu       |
| 22 | ROU | K     | Dorian Perianu   |
| 24 | ROU | CS    | Fülöp István     |
| 25 | ROU | V     | Ciprian Dinu (C) |
| 27 | ROU | V     | Constantin Drugă |
| 30 | ROU | V     | Florin Plămadă   |
| 80 | ROU | CS    | Hadnagy Attila   |

## Külső hivatkozások
- Az FC Botoșani hivatalos honlapja
- Adatok, információk a soccerway.com honlapján